# روبرت كوكس (سياسي)
روبرت كوكس هو سياسي كندي، ولد في 12 أكتوبر 1850، وتوفي في 19 أبريل 1934.